# Xã Byrd, Quận Cape Girardeau, Missouri
Xã Byrd (tiếng Anh: Byrd Township) là một xã thuộc quận Cape Girardeau, tiểu bang Missouri, Hoa Kỳ. Năm 2010, dân số của xã này là 18.646 người.